# Garbage (album)
Pour les articles homonymes, voir Garbage (homonymie).
Albums de Garbage
Version 2.0
(1998)
Singles
1. Vow
Sortie : mars 1995
2. Only Happy When It Rains
Sortie : septembre 1995
3. Queer
Sortie : novembre 1995
4. Stupid Girl
Sortie : mars 1996
5. Milk
Sortie : octobre 1996

Garbage est le premier album du groupe de rock alternatif du même nom, sorti le 14 août 1995.
Il remporte un succès international, se classant notamment en tête des ventes d'albums en Nouvelle-Zélande. À la date d'août 2015, il s'était vendu à plus de 4 000 000 d'exemplaires dans le monde.
L'album est réédité à l'occasion des vingt ans de sa sortie en 2015 avec un deuxième CD présentant sept chansons sorties à l'origine en face B des singles tirés de l'album (dont l'une est remixée), et deux reprises.

## Singles
Cinq singles sont extraits de l'album : 
- Vow (premier single du groupe sorti avant l'album en mars 1995)
- Only Happy When It Rains (sorti en septembre 1995)
- Queer (sorti en novembre 1995)
- Stupid Girl (sorti en mars 1996)
- Milk (sorti en octobre 1996)

Queer obtient une nomination avec son clip aux MTV Video Music Awards dans la catégorie vidéo la plus révolutionnaire.
Stupid Girl est certifié disque d'argent au Royaume-Uni. La chanson a reçu deux nominations aux Grammy Awards : meilleure prestation vocale rock par un groupe ou un duo et meilleure chanson rock. Elle est également nommée aux MTV Europe Music Awards dans la catégorie meilleure chanson. Le clip est quant à lui nommé pour le MTV Video Music Award du meilleur nouvel artiste.

## Liste des titres

### Édition originale
Tous les titres ont été écrits et composés par Garbage, hormis Stupid Girl composé par Garbage, Joe Strummer et Mick Jones.
| No  | Titre                    | Durée |
| --- | ------------------------ | ----- |
| 1.  | Supervixen               | 3:55  |
| 2.  | Queer                    | 4:36  |
| 3.  | Only Happy When It Rains | 3:56  |
| 4.  | As Heaven Is Wide        | 4:44  |
| 5.  | Not My Idea              | 3:41  |
| 6.  | A Stroke Of Luck         | 4:44  |
| 7.  | Vow                      | 4:30  |
| 8.  | Stupid Girl              | 4:18  |
| 9.  | Dog New Tricks           | 3:55  |
| 10. | My Lover's Box           | 3:56  |
| 11. | Fix Me Now               | 4:43  |
| 12. | Milk                     | 3:53  |

### Réédition anniversaire (2015)
Tous les titres ont été écrits et composés par Garbage sauf mentions.
- CD 1 : contenu identique à celui de l'édition originale.

| 1. | Subhuman                                                                  |              | 4:34 |
| 2. | Girl Don't Come                                                           |              | 2:36 |
| 3. | Sleep                                                                     |              | 2:19 |
| 4. | Driving Lesson                                                            |              | 3:47 |
| 5. | Trip My Wire                                                              |              | 4:26 |
| 6. | #1 Crush (Nellee Hooper mix, utilisé dans la BO du film Roméo + Juliette) |              | 4:50 |
| 7. | Butterfly Collector (reprise de The Jam)                                  | Paul Weller  | 3:42 |
| 8. | Alien Sex Fiend                                                           |              | 4:41 |
| 9. | Kick My Ass (reprise de Vic Chesnutt)                                     | Vic Chesnutt | 2:31 |

## Utilisation
La chanson As Heaven Is Wide peut être entendue dans le jeu vidéo Gran Turismo.

## Musiciens
D'après le livret du CD:
Garbage
- Shirley Manson : chant, guitare
- Steve Marker : guitares, basse, échantillons et boucles
- Duke Erikson : guitares, claviers, basse six cordes, basse avec fuzz
- Butch Vig : batterie, boucles, bruits, effets sonores

musiciens additionnels
- Mike Kashou : basse (titres 1 à 3, 5, 8 et 12) basse avec fuzz (titre 4)
- Clyde Stubblefield : batterie additionnelle (titres 2 et 5)
- Les Thimmig : clarinette (titre 2)
- Pauli Ryan : percussions (titres 3, 5, 8 et 10)
- David Frangioni et Rich Mendelson : boucles additionnelles

## Classements hebdomadaires
| Classement (1995-1998)                | Meilleure place |
| ------------------------------------- | --------------- |
| Allemagne (Media Control AG)          | 55              |
| Australie (ARIA)                      | 4               |
| Belgique (Flandre Ultratop)           | 34              |
| Belgique (Wallonie Ultratop)          | 20              |
| Canada (RPM Top Albums)               | 25              |
| Écosse (OCC)                          | 6               |
| États-Unis (Billboard 200)            | 20              |
| Finlande (Suomen virallinen lista)    | 23              |
| France (SNEP)                         | 16              |
| Norvège (VG-lista)                    | 30              |
| Nouvelle-Zélande (RIANZ)              | 1               |
| Pays-Bas (Mega Album Top 100)         | 33              |
| Royaume-Uni (UK Albums Chart)         | 6               |
| Royaume-Uni (UK Rock and Metal Chart) | 1               |
| Suède (Sverigetopplistan)             | 19              |

## Certifications
| Pays                    | Certification | Unités certifiées |
| ----------------------- | ------------- | ----------------- |
| Australie (ARIA)        | 2 × Platine   | 140 000           |
| Belgique (BEA)          | Or            | 25 000            |
| Canada (Music Canada)   | 2 × Platine   | 200 000           |
| États-Unis (RIAA)       | 2 × Platine   | 2 000 000         |
| France (SNEP)           | Or            | 100 000           |
| Nouvelle-Zélande (RMNZ) | Platine       | 15 000            |
| Royaume-Uni (BPI)       | 2 × Platine   | 600 000           |